# Sobolew (gromada w powiecie lubartowskim)
Sobolew – dawna gromada, czyli najmniejsza jednostka podziału terytorialnego Polskiej Rzeczypospolitej Ludowej w latach 1954–1972.
Gromady, z gromadzkimi radami narodowymi (GRN) jako organami władzy najniższego stopnia na wsi, funkcjonowały od reformy reorganizującej administrację wiejską przeprowadzonej jesienią 1954 do momentu ich zniesienia z dniem 1 stycznia 1973, tym samym wypierając organizację gminną w latach 1954–1972.
Gromadę Sobolew z siedzibą GRN w Sobolewie utworzono – jako jedną z 8759 gromad na obszarze Polski – w powiecie lubartowskim w woj. lubelskim na mocy uchwały nr 11 WRN w Lublinie z dnia 5 października 1954. W skład jednostki weszły obszary dotychczasowych gromad Sobolew wieś, Sobolew kol., Majdan Sobolewski, Baran, Czerwonka Poleśna i Wólka Mieczysławska ze zniesionej gminy Firlej oraz obszar dotychczasowej gromady Gawłówka ze zniesionej gminy Rudno w tymże powiecie. Dla gromady ustalono 17 członków gromadzkiej rady narodowej.
29 lutego 1956 z gromady Sobolew wyłączono kolonię Czerwonka Mała, włączając ją do gromady Firlej w tymże powiecie.
1 stycznia 1960 gromadę zniesiono, włączając jej obszar do gromad Rudno (wieś Gawłówka, kolonię Grabów i kolonie Stasin) i Firlej (wieś i kolonię Sobolew, kolonię Majdan Sobolewski, leśniczówkę Rawityn, kolonię Baran, kolonię Czerwonka Podleśna, kolonię Mieczysławka i kolonię Huta) w tymże powiecie.